# Братья Сидоровы
Вячеслав Владимирович Сидоров (род. 15 апреля 1980, Москва, РСФСР, СССР), Дмитрий Владимирович Сидоров (род. 1972, Москва, РСФСР, СССР) — родные братья, которые в период с 8 марта по 13 июля 2013 года совершили не менее 6 убийств на территории города Москва и Раменского района Московской области по религиозным мотивам. Их сообщником и организатором преступлений был Геннадий Иосифович Славнов (род. 1961, Москва, РСФСР, СССР). В 2016 году году братья Сидоровы были приговорены к пожизненному лишению свободы, а Геннадий Славнов — отправлен на принудительное лечение.

## Биография

### Жизнь до убийств
О ранних годах жизни братьев известно крайне мало. Дмитрий и Вячеслав Сидоровы родились в Москве в 1972 и 1980 годах соответственно. Старший из братьев Дмитрий Сидоров после окончания школы получил среднее специальное образование и освоил специальность сборщика мебели. Родители братьев скончались в 1995 году. После смерти родителей Дмитрий оформил опекунство над младшим братом и в дальнейшем принимал активное участие в жизни брата. После того, как Вячеслав окончил школу и получил среднее специальное образования, Дмитрий помог ему трудоустроиться и также освоить специальность сборщика мебели. Несмотря на восьмилетнюю разницу в возрасте, братья Сидоровы демонстрировали взаимную привязанность друг к другу, доверие, духовную близость и общность интересов. Вячеслав и Дмитрий в юности и молодости отличались от ровесников наличием политического сознания. Братья испытывали интерес к политике и постоянно принимали участие в политической жизни страны — от участия в выборах на федеральном и региональном уровней до акций протеста. Около 1997 года Дмитрий и Вячеслав Сидоровы познакомились в Москве на одном из политических митингов с Геннадием Славновым, который в те годы был знаменит своей политической деятельностью. В 1990-е годы Славнов активно критиковал власть, деятельность Президента Бориса Ельцина и подавал иск к Госдуме с требованием внести изменения в уголовный кодекс Российской Федерации. После прихода к власти Владимира Путина политическая активность Славнова пошла на спад, и он неожиданно увлекся религией. В середине 2000-х годов Славнов примкнул к одной из тоталитарных религиозных сект, последователями которой вскоре стали братья Сидоровы. Будучи чутким психологом, Геннадий Славнов сильно повлиял на психоэмоциональное состояние братьев. По версии следствия, этому способствовал ряд обстоятельств. Вячеслав и Дмитрий Сидоровы никогда не были женаты, испытывали проблемы в общении с противоположным полом, вынуждены были работать на непрестижных и низкооплачиваемых должностях, которые не отвечали их реальным способностям и амбициям, вследствие чего испытывали серьезные психологические проблемы и оказались восприимчивы к пропаганде Славнова, который усугубил проблемы братьев и поспособствовал развитию у них неврозов и психозов. Сойдясь на религиозной почве, в конце 2000-х годов Геннадий Славнов переехал жить к братьям в их квартиру, расположенную на юге Москвы в районе Орехово-Борисово. В конечном итоге у них сформировалась сложная система взглядов и нравственных ценностей, вследствие чего братья стали сторонниками мизантропии и выработали совместно с Геннадием Славновым свою жизненную философию, согласно которой различного рода асоциальные личности не имеют права на жизнь и должны подвергаться преследованию и массовому уничтожению. В начале 2010-х годов братья Сидоровы и их духовный наставник стали вести образ жизни по определённым религиозным принципам, которые представляли собой заимствования из разных религиозных учений, в том числе и из христианства. В начале 2013 года психическое состояние Геннадия Славнова резко ухудшилось. Он заявил Вячеславу и Дмитрию Сидоровым о том, что грядет апокалипсис и на них возложена миссия по очищению человечества от тех, кто ведет неправедную жизнь, о чём он якобы получил предупреждение от потусторонних сил с помощью голосов неустановленного происхождения, после чего Дмитрий и Вячеслав Сидоровы совершили серию убийств.

### Убийства
В совершении всех убийств и нападений братья Сидоровы продемонстрировали выраженный им образ действия. Вооружившись холодным оружием, они выходили на улицы Москвы, где среди прохожих искали подходящую жертву. Для выбора жертв у них практически не существовало никаких критериев. В число жертв попадали мужчины, которые были замечены с сигаретой в руках или с алкогольными напитками. Все убийства (кроме 2 в мае, в которых был признан виновным только Дмитрий Сидоров) были совершены братьями под руководством Геннадия Славнова при его активном соучастии.
Первое убийство было совершено 8 марта 2013 года в одном из подземных переходов. По совету Славнова, Сидоровы совершили нападение на двух мужчин, которых свалили на пол и зарезали. Камеры видеонаблюдения в подземном переходе отсутствовали, вследствие чего преступники смогли уйти незамеченными.
31 марта Славнов заявил Дмитрию Сидорову о том, что пора совершить новое убийство. В тот день Дмитрий вместе с братом Вячеславом совершили нападение на двоих прохожих в районе улицы Михайлова на юго-востоке Москвы. Сидоровы нанесли своим жертвам множество ножевых ранений, а затем бросили их истекать кровью на тротуаре и сбежали. Однако случайные прохожие стали свидетелями расправы и вызвали скорую помощь. Пострадавшим была оказана медицинская помощь, и они в конечном итоге были спасены.
Следующие 2 убийства были совершены Дмитрием Сидоровым. 2 мая его жертвой стал 32-летний житель Можайска Андрей Полин.
14 мая братья Сидоровы появились в районе Москвы под названием Братеево, где решили проникнуть на территорию столичной водонапорной станции №26, которая являлась объектом «Мосэнерго». Они сумели перелезть через забор и проникнуть на территорию станции, но были замечены охраной объектом благодаря камерам видеонаблюдения, после чего один из охранников направился к Сидоровым с целью прогнать их или задержать, однако Вячеслав и Дмитрий Сидоровы благодаря слаженным действиям сумели повалить мужчину и обезвредить, после чего Дмитрий зарезал его, нанеся ему 12 ударов с помощью ножа. Братья Сидоровы не оставили следов на территории водонапорной станции, а различить их лица на записях с камер видеонаблюдения не получилось.
13 июля братья Сидоровы приехали в поселок Ильинский (Раменский район). На местном водоеме они встретили мужчину, который собирался искупаться. Совершив нападение, братья нанесли ему 16 ударов ножом, от которых потерпевший скончался на месте.
Вечером того же дня Геннадий Славнов убедил братьев убить одного из жильцов их многоквартирного дома по имени Эльмир Мамедов. Сидоровы следили за Мамедовым несколько часов, после чего зарезали его на улице Маршала Захарова в Москве.

### Арест, следствие и суд
Братья Сидоровы и Геннадий Славнов были арестованы 14 июля 2013 года. Они были доставлены в ОМВД «Орехово-Борисово Южное», откуда Дмитрий Сидоров сумел сбежать, выпрыгнув в окно будучи закованным в наручники. Во время обыска в квартире братьев Сидоровых было обнаружено около 40 ножей с различной длиной режущей части, несколько топоров и молотков, банки с различными кислотами и макет головы человека, сделанный из целлофана и бумаги. Младший брат Вячеслав заявил следователям после ареста, что они на макете отрабатывали удары ножом. 19 июля на окраине Москвы был найден и арестован Дмитрий Сидоров. Он снова был доставлен в ОМВД «Орехово-Борисово Южное», откуда снова попытался сбежать. Воспользовавшись моментом, он совершил нападение на следователей, после чего выпрыгнул в окно, однако в результате неудачного падения Дмитрий Сидоров сломал обе ноги, после чего был доставлен в больницу и несколько последующих месяцев был вынужден передвигаться на костылях. Во время допросов братья заявили, что несут ответственность за совершение 36 убийств, однако доказательств этому найдено не было. В качестве мотивов совершения убийств в разное время они высказывали разные версии. Согласно одной из них, мотивом совершения убийств была мизогиния, так как братья испытывали личную неприязнь к женщинам и пытались посредством убийств мужчин заставить их испытывать моральные страдания. Во время расследования адвокаты братьев и Славнова подали ходатайство о проведении судебно-медицинской экспертизы, которое было удовлетворено. Они были этапированы был в «Государственный национальный центр социальной и судебной психиатрии имени Сербского», где на протяжении последующих нескольких месяцев с ними работали специалисты. На основании результатов ряда психиатрических экспертиз было установлено, что Геннадий Славнов страдает шизофренией в особо опасной форме, а братья Сидоровы были признаны вменяемыми. Судебный процесс открылся в начале 2016 года. На судебном процессе братья Сидоровы демонстрировали агрессивное поведение по отношению к судье, представителям прокуратуры и свидетелям. Они не выразили раскаяния в содеянном и с крайним цинизмом высказывались об убитых и их родственниках. На последних судебных заседаниях Дмитрий и Вячеслав Сидоровы начали симулировать сумасшествие, заявляя, что весь судебный процесс — это актерская постановка, а они жертвы политических репрессий. В конечном итоге Дмитрий Сидоров был признан виновным в совершении 6 убийств, а Вячеслав — 4, после чего Московский городской суд 4 апреля 2016 года назначил каждому из братьев уголовное наказание в виде пожизненного лишения свободы. 
19 февраля 2016 года по определению коллегии Московского городского суда на основании вердикта судебно-медицинской экспертизы о невменяемости Геннадий Славнов был признан виновным в 4 убийствах, освобождён от уголовной ответственности и направлен на принудительное лечение в психиатрическую клинику с интенсивным наблюдением.
Вячеслав Сидоров для отбытия наказания был этапирован в исправительную колонию № 5 Управления Федеральной службы исполнения наказаний по Вологодской области, более известную как «Вологодский пятак». В колонии он продолжал поддерживать отношения с братом посредством переписки. По состоянию на 2020 год был жив.